# Rosulabryum leptothrix
Rosulabryum leptothrix är en bladmossart som beskrevs av Magnus Spence 1996. Rosulabryum leptothrix ingår i släktet Rosulabryum och familjen Bryaceae. Inga underarter finns listade i Catalogue of Life.